# Бабаніна Світлана Вікторівна
Бабаніна Світлана Вікторівна (4 лютого 1943) — радянська плавчиня.
Бронзова медалістка Олімпійських Ігор 1964 року, учасниця 1968 року.
Переможниця літньої Універсіади 1965 року.